# Трюс Менгер-Оверстеген
Трюс Менгер-Оверстеген (нід. Truus Menger-Oversteegen; 29 серпня 1923, Схотен — 18 червня 2016, Гротебрук, Нідерланди) — нідерландська скульпторка і художниця. Під час Другої світової війни брала участь в антинацистському нідерландському русі опору разом зі своєю сестрою Фредді Оверстеген і подругою Ганні Схафт. Праведниця народів світу (1967).

## Біографія

### Ранні роки
Трюс Оверстеген народилася 29 серпня 1923 року в селі Схотен, Нідерланди у сім'ї торговця Якоба Вілельма Оверстегена (нід. Jacob Wilhelm Oversteegen; 1898—1986) та Трейнтьє ван дер Молен (нід. Trijntje van der Molen; 1900—1974?). Через два роки народилася сестра Фредді. Їхня сім'я жила баржі, у трюмі якої, перед початком війни в самих Нідерландах, вони переховували втікачів із Литви. Мати була комуністкою, вона вчила дітей співчувати іншим, наприклад, вони робили ляльки для дітей, які постраждали від громадянської війни в Іспанії.
1933 року батьки розлучилися, сестер виховувала мати. Вони переїхали з баржі в маленьку квартиру. Її мати пізніше вийшла заміж вдруге і народила їй зведеного брата Роббі (нід. Robbie). Сім'я жила бідно.

### Друга світова війна
Під час Другої світової війни родина Оверстегенів переховували у своєму домі євреїв. Сестри роздавали антинацистські брошури, що привернуло увагу командира Гарлемської Ради опору Франса ван дер Віля (нід. Frans van der Wiel). З дозволу матері дівчата долучилися до Ради опору. На той момент Трюс було 16 років. Дівчата приєдналися до групи з п'яти повстанців, пройшли мінімальну підготовку, в тому числі їх навчили стріляти.
1943 року до групи приєдналася Ганні Схафт, і троє дівчат, єдині у групі, діяли окремо, влаштовуючи диверсії нацистам у Нідерландах. Вони використовували динаміт, щоб вивести з ладу мости та залізничні колії. Вони також вивозили єврейських дітей з країни або допомагали їм втекти з концтаборів.
Оверстегени і Схафт також вбивали німецьких солдатів. Вони заманювали солдатів до лісу, фліртуючи з ними у тавернах, барах, і запрошували їх «прогулятися» в лісі, а потім убивали їх. Єдина операція, яку вони відмовилися виконувати, полягала у викраденні дітей Артура Зейсса-Інкварта для обміну, бо дівчата переживали, що діти можуть постраждати у ході завдання.
Серед успішних операцій — підрив німецького поїзда поблизу Сантпорта, а 1 березня 1945 року Схафт і Оверстеген стратили офіцера поліції Націонал-соціалістичного руху Віллема Зіркзе (нід. Willem Zirkzee).
21 березня 1945 року Схафт арештували, Оверстеген переодягнулася німецькою медсестрою, щоб врятувати подругу, але на той час Схафт уже стратили.

### Після війни
По завершенні війни Оверстеген працювала в Службі політичних розслідувань (нід. Politieke Opsporingsdienst; POD), але звільнилася, коли вийшла заміж. 1 листопада 1945 року одружилася із Пітером Менгером (нід. Pieter Menger; 1919—1993), з яким вони познайомилися під час війни. У них було четверо дітей, свою старшу дочку вони назвали на честь Ганні Схафт. Менгер-Оверстеген регулярно виступала в університетах і школах про війни, антисемітизм, толерантність і байдужість. У 1982 році видала книгу про свій досвід під час війни «Не тоді, не зараз, ніколи» (нід. Toen niet, nu niet, nooit).
1996 року заснувала Національний фонд Ганні Схафт (нід. Narodowej Fundacji Hannie Schaft), сестра Фредді Оверстеген ввійшла до правління, а дочка Ганні Менгер очолила його.
У 1960-х сім'я Менгер-Оверстегенів переїхала з Гарлема до Венгейзена. Наприкінці життя Менгер-Оверстеген страждала від деменції.
Трюс Менгер-Оверстеген померла 18 червня 2016 року у місті Гротебрук.

## Творчість
Спогади про війну були дуже травматичними, тож за порадою чоловіка Менгер-Оверстеген почала малювати. 1963 року вона почала вчитися у гарлемській незалежній мистецькій школі «Ательє '63» (нід. Ateliers ’63), серед засновників якої був учасник опору, скульптор Марі Андріссен, який також викладав у Менгер-Оверстеген.
Статуї авторства Менгер-Оверстеген розміщені у різних містах Нідерландів і за кордоном. Серед найвідоміших робіт — «Жінка в русі опору» (нід. Vrouw in het verzet), присвячена Ганні Схафт та іншим учасницям опору. Її відкрила 3 травня 1982 року принцеса Юліанна у Гарлемі.
Деякі з її робіт:
- «Камінь мільйонів сліз» (нід. Steen van de miljoenen tranen) у Роттердамі;
- «Лейденські жінки в опорі» (нід. Leidse vrouwen in het verzet) у Лейдені (1985);
- «Прапор надії» (англ. Banner of Hope) в Йоганнесбурзі-Совето, Південна Африка;
- «Їхні жертви заради нашого майбутнього» (нід. Hun offers voor onze toekomst), меморіал у Гротебруці;
- «Єврейський ринок» (нід. Jodenmarkt) в Амстердамі;
- «Пам'ятник глухим євреям — жертвам війни» (нід. Monument voor Joodse dove oorlogsslachtoffers) в Амстердамі;
- «Зупиніться, зупинітся, зупиніться» (нід. Staakt Staakt Staakt), меморіал у Зандамі;
- «Розпач» (нід. Wanhoop) у Горні;
- «Замерзлі сльози» (нід. Bevroren Tranen) в Центрі пам'яті табору Вестерборк.

Також її роботи брали участь у низці виставок у Нідерландах та за межами країни.

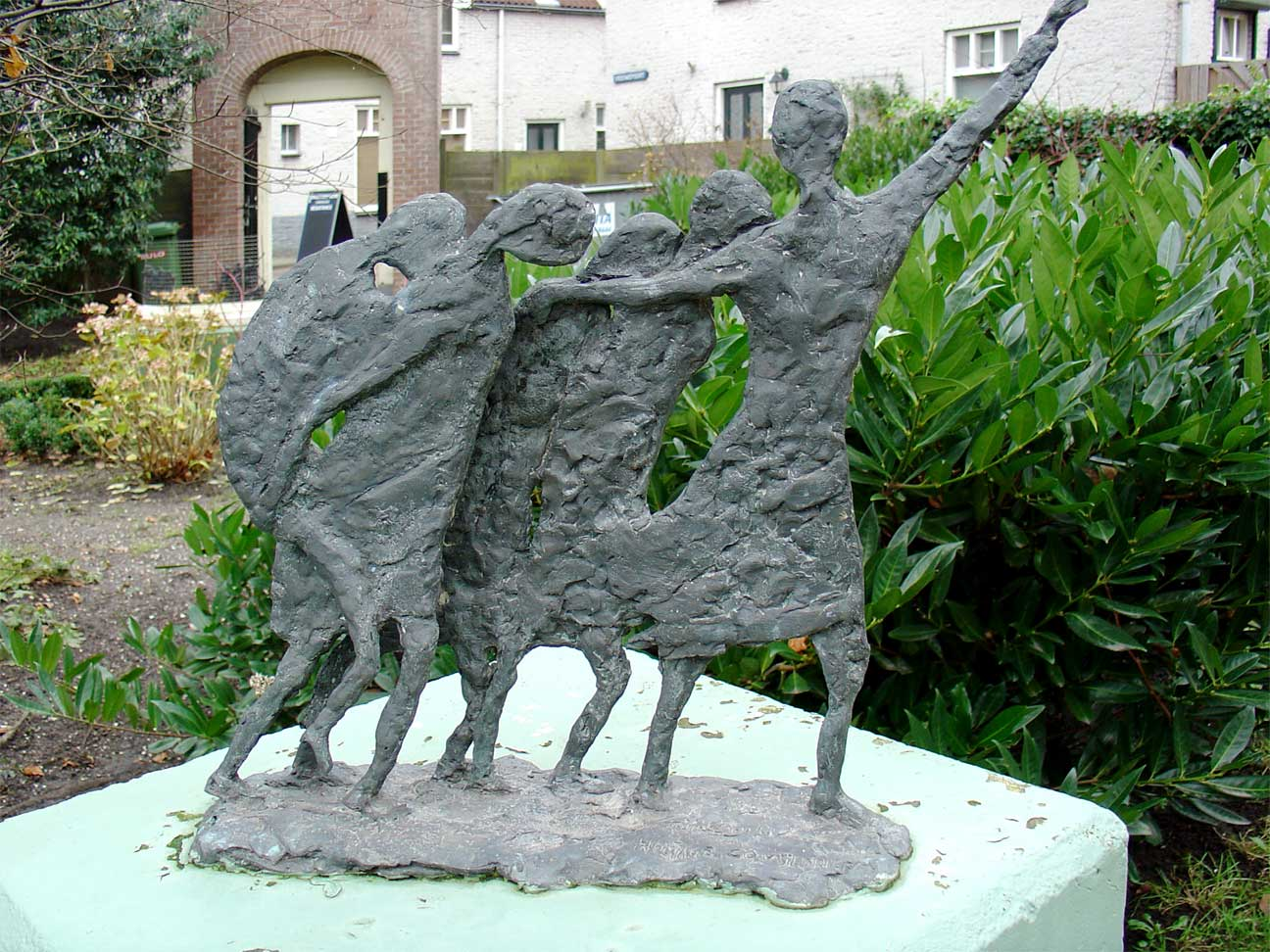
«Лейденські жінки в опорі»
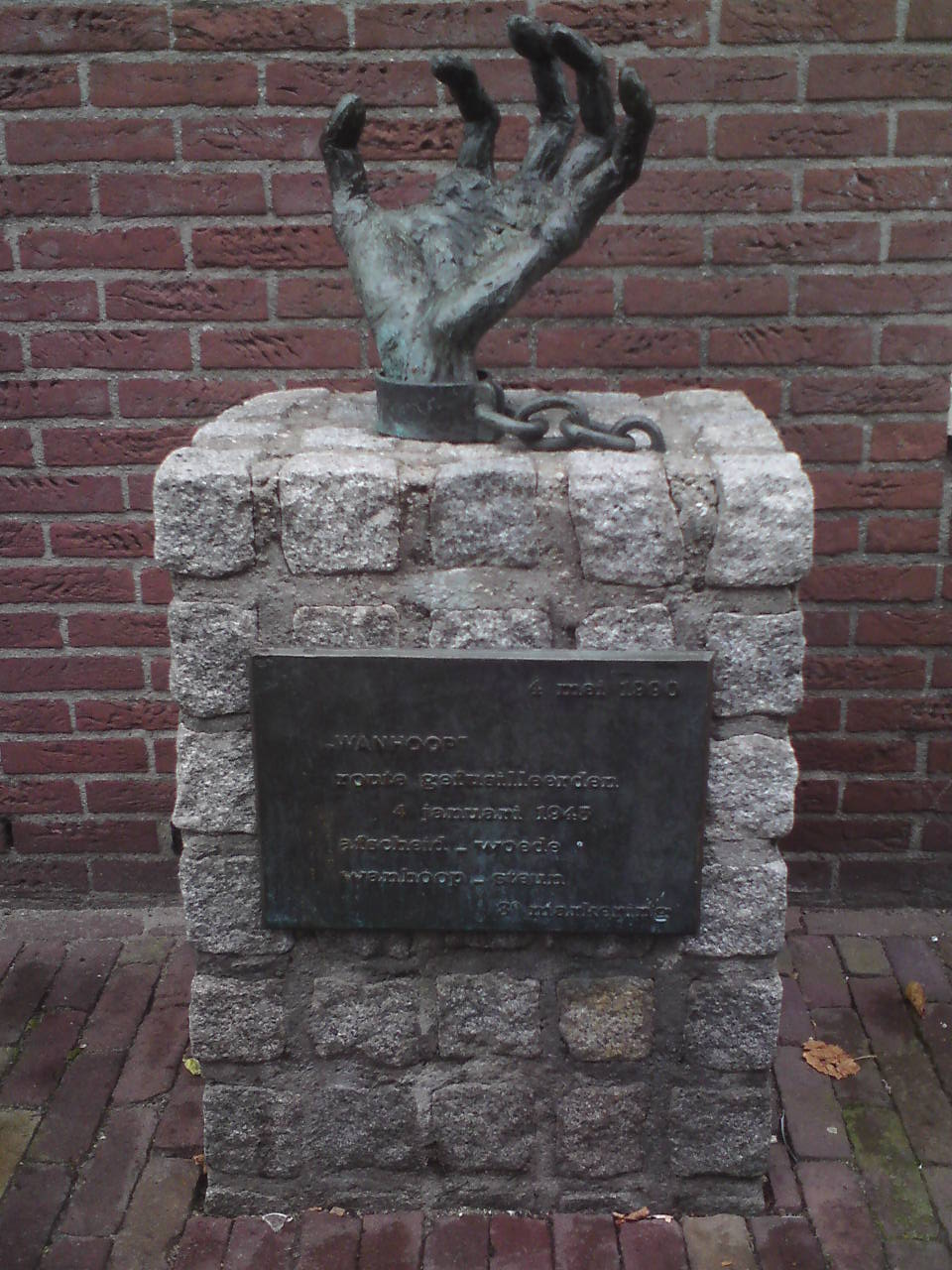
«Розпач», Горн
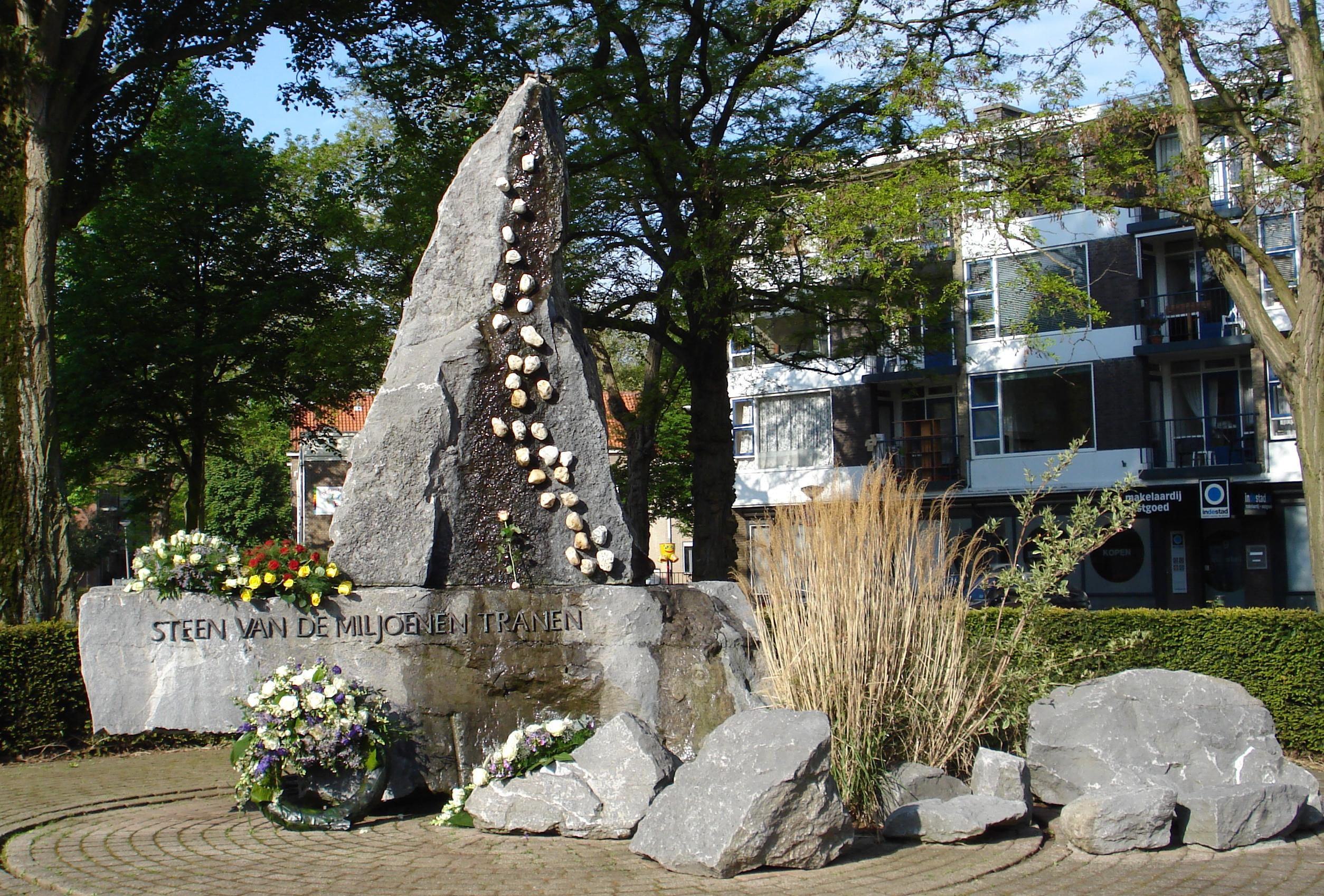
«Камінь мільйонів сліз», Роттердам
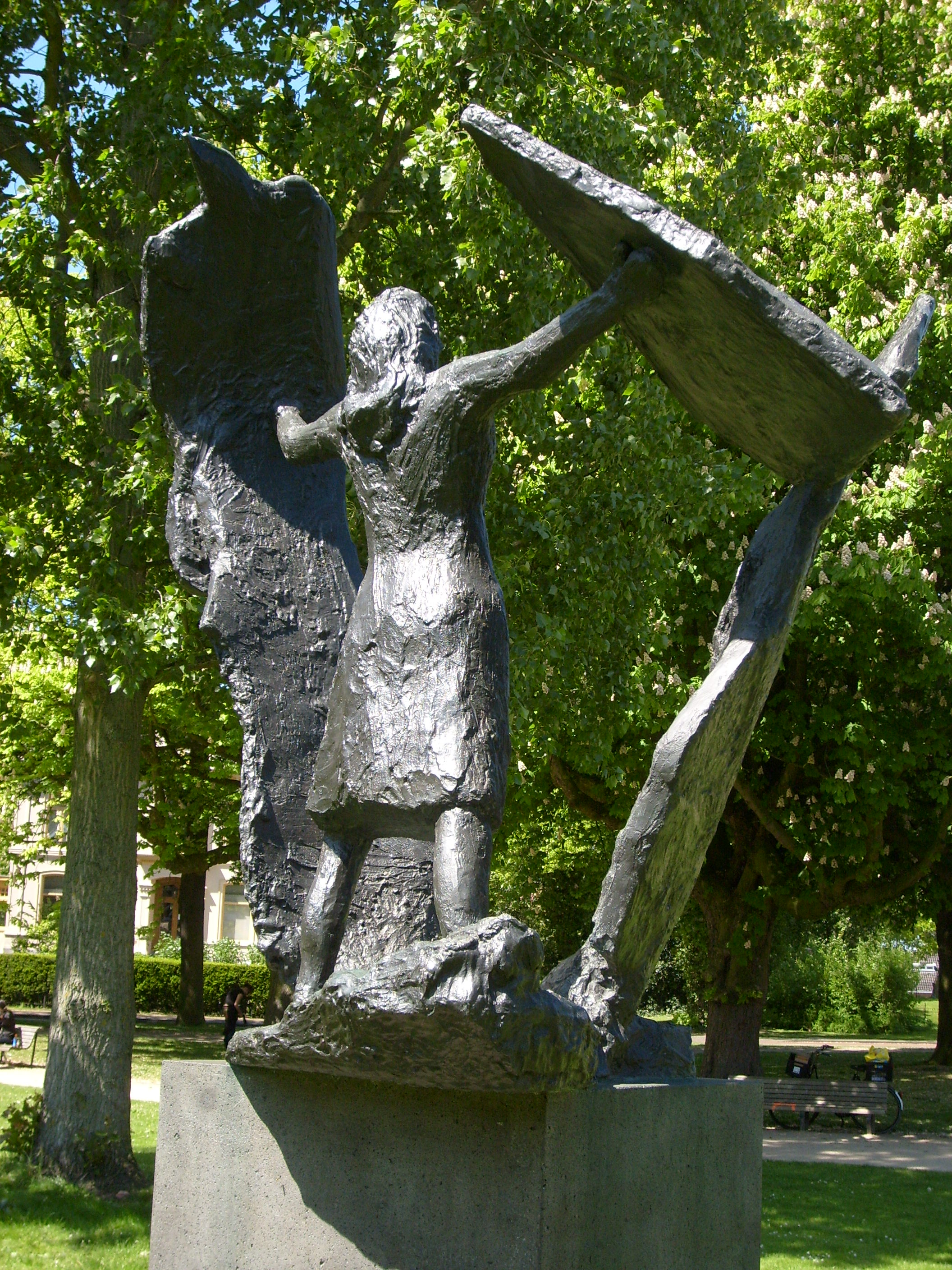
«Ганні Схафт», Гарлем

## Нагороди та вшанування пам'яті

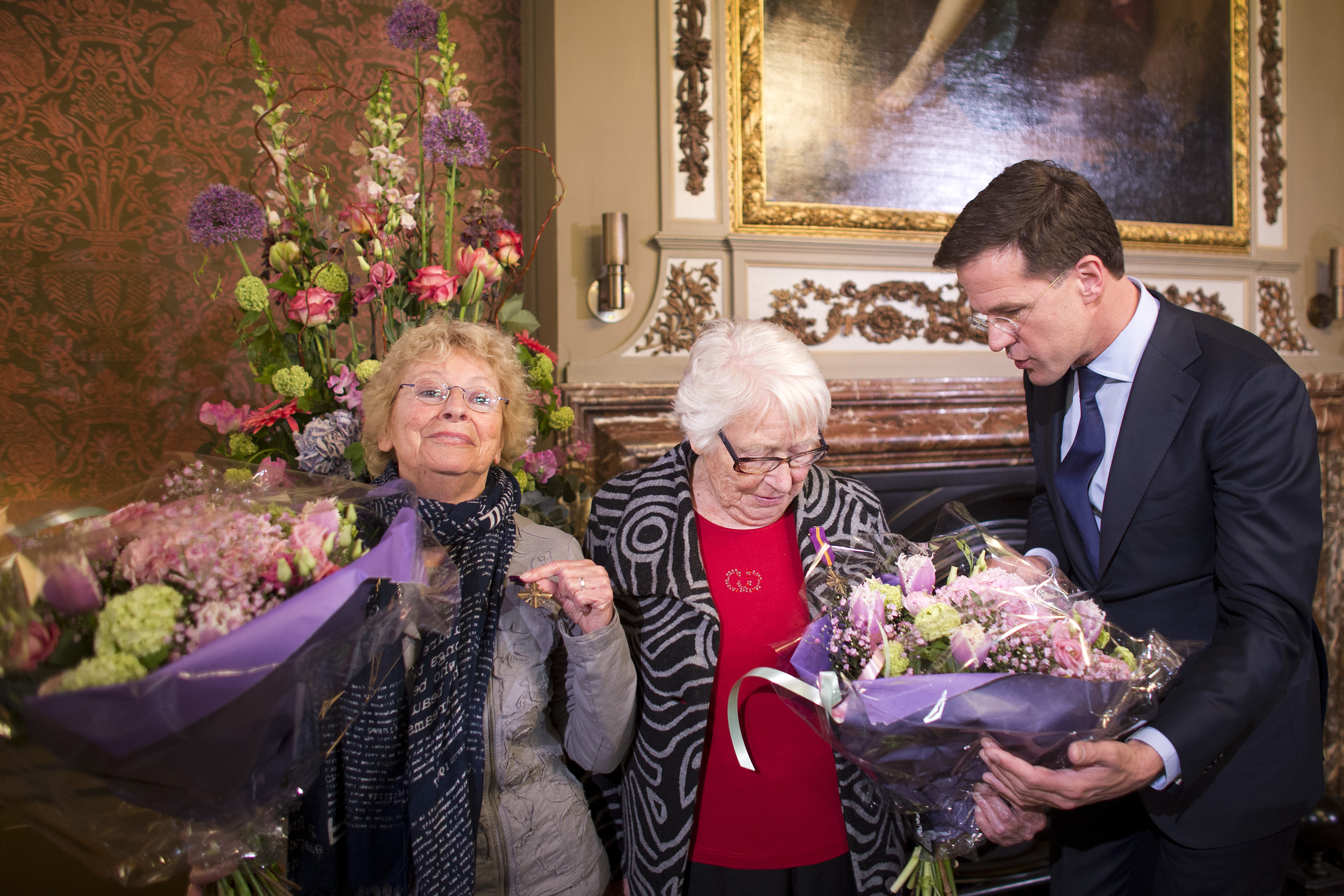
Сестри Оверстегени на врученні Хреста (15 квітня 2014 року)

10 травня 1967 року Яд Вашем визнав її Праведницею народів світу.
1998 року, на її 75-й день народження, Менгер нагородили орденом Оранських-Нассау за заслуги. 15 квітня 2014 року Трюс Менгер-Оверстеген разом із сестрою отримали від прем'єр-міністра Марка Рютте Мобілізаційний бойовий хрест.
12 червня 2014 року Трюс разом із сестрою Фредді та мером Гарлема Бернтом Схнейдерсом відкрили вулицю Трюс-Оверстегенстрат (нід. Truus Oversteegenstraat) у гарлемському районі Слахтейсбюрт, яка виходить на вулицю Фредді-Оверстегенстрат (нід. Freddie Oversteegenstraat). Обидві вулиці є паралельні до Ганні-Схафтстрат (нід. Hannie Schaftstraat). У Монтфорті (Утрехт) також є вулиця Трюс-Оверстегенстрат.
У 1997 році у Відні, Австрія, відбулася прем'єра вистави за мотивами життя Ганні, Фредді і Трюс. Виставу також поставили в Нідерландах.
2016 року вийшов документальний фільм «Дві сестри в Опорі» (нід. Twee Zussen in Verzet), режисери — Манон Горнстра (нід. Manon Hoornstra) та Тейс Земан (нід. Thijs Zeeman).
2024 року Pendragon Pictures оголосили про зйомки повнометражного художнього фільму «Рудоголова» (англ. The Red Head) про Ганні, Фредді та Трюс. Режисер — Тімоті Гайнс.

## Виноски
1. 1 2 3 4  RKDartists
2. ↑  Artists of the World Online, Allgemeines Künstlerlexikon Online, AKL Online / Hrsg.: A. Beyer, B. Savoy — B: K. G. Saur Verlag, Verlag Walter de Gruyter, 2009. — ISSN 2750-6088 — doi:10.1515/AKL
3. 1 2  The Righteous Among the Nations Database
4. ↑  Truus Menger-Oversteegen (1923–2016): a warrior who went on. Socialisme.nu. 20 червня 2016. Процитовано 14 травня 2018.
5. ↑  Brandon, Pepijn. Remembering a Dutch Partisan. Jacobin. Процитовано 14 травня 2018.
6. ↑  Rossen, Jake (6 лютого 2020). The Teenage Girl Gang That Seduced and Killed Nazis. www.mentalfloss.com. Процитовано 30 червня 2020.
7. ↑  Spanjer, Noor. This 90-Year-Old Lady Seduced and Killed Nazis as a Teenager. Vice. Vice. Процитовано 14 травня 2018.
8. 1 2  The Righteous Among The Nations Menger Family. Yad Vashem. Процитовано 14 травня 2018.
9. 1 2 3  Roberts, Sam (25 вересня 2018). Freddie Oversteegen, Gritty Dutch Resistance Fighter, Dies at 92. The New York Times. Процитовано 10 березня 2019.
10. 1 2 3 4 5 6 7 8 9 10  djr (25 березня 2024). Digitaal Vrouwenlexicon van Nederland. resources.huygens.knaw.nl (Dutch) . Процитовано 1 лютого 2025.
11. 1 2 3 4 5 6 7 8 9 10  Smith, Harrison. Freddie Oversteegen, Dutch resistance fighter who killed Nazis through seduction, dies at 92. The Washington Post. Процитовано 16 вересня 2018.
12. 1 2 3 4 5 6 7  Spanjer, Noor (11 травня 2016). This 90-Year-Old Lady Seduced and Killed Nazis as a Teenager. Vice. Процитовано 16 вересня 2018.
13. 1 2 3 4 5 6  Rossen, Jake (6 лютого 2020). The Teenage Girl Gang That Seduced and Killed Nazis. www.mentalfloss.com (англ.).
14. ↑  Matt Killeen (March 2018). Orphan Monster Spy. Penguin Young Readers Group. с. 412–. ISBN 978-0-451-47873-3.
15. ↑  Kathryn Atwood (1 березня 2011). Women Heroes of World War II: 26 Stories of Espionage, Sabotage, Resistance, and Rescue. Chicago Review Press. с. 105–. ISBN 978-1-56976-852-5.
16. 1 2  Oversteegen, Truus (1923–2016). Huygens. Процитовано 14 травня 2018.
17. ↑  In memoriam Truus Menger – Oversteegen. Hannie Schaft. 18 червня 2017. Процитовано 14 травня 2018.
18. ↑  "Monument onthuld van verzetsvrouw Hannie Schaft", Leeuwarder Courant, 4 травня 1982
19. ↑  World War II resistance heroine dies at 92. Dutch News. 20 червня 2016. Процитовано 14 травня 2018.
20. ↑  Besluit college van B&W Haarlem d.d. 5 maart 2013 en Haarlems Dagblad d.d. 12 juni 2014: "Verzetshelden Oversteegen 'voor eeuwig verbonden met Haarlem'" op archive.org
21. ↑  Leader, The Evening. User. The Evening Leader (англ.). Процитовано 31 січня 2025.